# Sông Tamsa
Sông Tamsa (cũng gọi là sông Tons) là một chi lưu của sông Hằng, sông chảy qua hai bang Madhya Pradesh và Uttar Pradesh của Ấn Độ.

## Dòng chảy
Sông Tamsa khởi nguồn tại một bể chứa nước lớn tại Tamakund thuộc dãy núi Kaimur trên độ cao 610 mét (2.000 ft). Sông chảy qua hai huyện có đất đai phì nhiêu là Satna và Rewa. Ở rìa của cao nguyên Purwa, sông Tamsa và các chi lưu của nó tạo thành một số thác nước. Sông nhận nước từ dòng Belan tại địa phận bang Uttar Pradesh và hợp dòng vào sông Hằng tại Sirsa, điểm này cách khoảng 311 kilômét (193 mi) về phía hạ nguồn từ điểm hợp lưu giữa sông Hằng và sông Yamuna. Tổng chiều dài của sông Tamsa là 264 kilômét (164 mi). Tổng diện tích lưu vực của sông Tamsa là 16.860 kilômét vuông (6.510 dặm vuông Anh).
Sông Tamsa trong khi đang chảy qua cao nguyên Rewa và chảy về phía bắc đã tạo thành một thác thẳng đứng cao 70m gọi là thác Purwa. Một số thác nước đáng chú ý khác trên hệ thống sông Tamsa khi chúng cũng chảy qua cao nguyên Rewa là thác Chachai (127m) trên sông Bihad, một chi lưu của sông Tamsa, thác Keoti (98m) trên sông Mahana, một chi lưu của sông Tamsa, và thac Odda (145m) trên sông Odda, một chi lưu của sông Belah, bản thân sông Belah là một chi lưu của sông Tamsa,

## Thần thoại
Sông Tamsa cũng có được tầm quan trọng nhất định trong Ấn Độ giáo. Đây là con sông mà Rama đã trải qua đêm đầu tiên trong 14 năm sống tha hương trong rừng. Khi Rama rời đi, người Ayodhya đã theo ông và chưa có ý trở về quê hương của họ. Trong buổi tối, Rama, Lakshmana và Sita cùng tất cả người dân đã đến bờ sông Tamsa. Rama và mọi người đồng ý rằng họ sẽ qua đêm bên bờ sông Tamasa và tiếp tục cuộc hành trình vào sáng hôm sau. Tuy nhiên, Rama đã để lại những người đang ngủ và tiếp tục cuộc hành trình.
Ashrama của nhà hiền triết Valmiki nằm bên bờ sông Tamasa... Khi Rama cho đày ải Sita, bà đã rời khỏi Ayodhya và đến bờ sông Tamasa cách thành phố khoảng 15 km, nơi bà gặp Valmiki. Ông đã đề nghị Sita sống trong ashrama của mình nằm bên bờ sông Tamasa. Sita đã dành toàn bộ phần đời còn lại của bà tại đây, và cũng tại đây, dưới sự giám hộ của Valmiki, hai người con trai song sinh của bà là Lava và Kusha đã được giáo dục và được huấn luyện các kỹ năng quân sự..
Bên bờ sông Tamsa còn có ashram của Bharadwaj, được đề cập đến trong Valmiki Ramayana; khi nhìn thấy tình cảnh tuyệt vọng của một cặp đôi chim tại đây, Valmiki đã sáng tạo ra thể thơ đầu tiên của mình là shloka.